# Elaeagnus wenshanensis
Elaeagnus wenshanensis là một loài thực vật có hoa trong họ Elaeagnaceae. Loài này được C.Y.Chang mô tả khoa học đầu tiên năm 1981.